# Principado de Iberia
El principado de Iberia (en georgiano: ქართლის საერისმთავრო) es un término convencional para describir un régimen aristocrático temprano medieval en la Georgia caucásica. Floreció en el período de interregno entre los siglos VI y IX, cuando la autoridad política fue ejercida por una sucesión de príncipes. El principado se estableció poco después de la supresión sasánida del reino de Iberia, entonces gobernado por la dinastía cosroida, alrededor de 580; y duró hasta 888, cuando la monarquía fue restaurada por Bagrat II, un miembro de la dinastía Bagrationi. Esta política se centró en la región nuclear de lo que hoy es el centro y este de Georgia, conocida como Kartli por los nativos y, como Iberia por los autores clásicos y bizantinos. Sus fronteras cambiaron mucho ya que los príncipes presidentes de Iberia debieron enfrentar a persas, bizantinos, jázaros, árabes y a los gobernantes vecinos caucásicos.
El tiempo del principado fue un periodo de transición en la historia de Georgia: vio la formación definitiva de la iglesia cristiana de Georgia, el primer florecimiento de una tradición literaria en la lengua materna, el ascenso de la familia georgiana Bagratida, y el comienzo de la unificación cultural y política de los diversos enclaves feudales, que se amalgamaran finalmente en el reino de Georgia a principios del siglo XI.

## Historia
Cuando en 580 murió Bakur III, el último monarca cosroida del reino de Iberia unificada, el gobierno sasánida de Persia aprovechó la oportunidad para abolir la monarquía ibérica. Hormizd IV (r. 578-590) incorporó Iberia como una provincia persa, administrada por un marzpan (gobernador). Los nobles ibéricos aceptaron con resignación este cambio y no ofrecieron resistencia, mientras los herederos de la casa real se retiraban a sus fortalezas montañosas: la principal línea cosroida, a Kajetia, y la rama más joven de los guarámidas, a Klarjeti y Javakheti. Sin embargo, el control directo persa provocó fuertes impuestos y la enérgica promoción del zoroastrismo en un país en gran parte ya cristiano.
Por ello, cuando Mauricio, el emperador romano de Oriente, se embarcó en una campaña militar contra Persia en 582, los nobles ibéricos solicitaron que les ayudase a restaurar la monarquía. Mauricio respondió y, en 588, envió a su protegido, Guaram I de los guaramidas, como nuevo gobernante para Iberia. Sin embargo, Guaram no fue coronado como rey, sino reconocido como un príncipe presidente y distinguido con el título bizantino de curopalates.
El tratado bizantino-sasánida de 591 confirmó esta nueva reordenación, dejando Iberia dividida en dos partes, dominando los sasánidas el oriente con Tiflis como principal ciudad y los bizantinos el occidente, alrededor de Mtsjeta.
Por lo tanto, el establecimiento del principado marcó el ascenso de la aristocracia dinástica en Iberia, y fue una solución de compromiso entre la rivalidad bizantino-sasánida por el control del Cáucaso. Los príncipes presidentes de Iberia, en tanto que líderes de la autoridad política local, iban a ser confirmados y sancionados por la corte de Constantinopla. Fueron titulados de diversas maneras en las fuentes georgianas, erist'avt'-mt'avari, eris-mt'avari, erist'avt'-erist'avi, o simplemente erist'avi (normalmente traducido como 'príncipe', 'archiduque' o 'duque'). La mayoría de ellos fueron investidos, además, con varios títulos romanos/bizantinos. Por ejemplo, ocho de los catorce príncipes presidentes tenían la dignidad de curopalates, una de las más altas del Imperio de Oriente. Las crónicas georgianas medievales dejan en claro, sin embargo, que estos príncipes, a pesar de que disfrutaron de la lealtad de los grandes nobles, tenían poderes limitados, ya que «no podían remover a los duques de Iberia de sus ducados porque tenían cartas del Gran Rey y del emperador confirmándoles en sus ducados».
Al ofrecer su protección al principado Ibérico, los emperadores bizantinos querían limitar la influencia sasánida y luego islámica en el Cáucaso, pero los príncipes de Iberia no siempre fueron coherentes en su línea pro-bizantina, y a veces, por conveniencia política, reconocieron la soberanía de las potencias regionales rivales.

Ascenso del reino de Armenia bajo la dinastía Bagratida (884-962).

El sucesor de Guaram, el segundo príncipe presidente Esteban I, reorientó su política hacia Persia en un intento de reunificar la Iberia dividida, pero esto le costó la vida cuando el emperador bizantino Heraclio atacó Tiflis en 626. Heraclio restableció a un miembro de la casa cosroida, más probizantina, que, sin embargo, se vio obligado a reconocer la soberanía del califa omeya en la década de los años 640, aunque sus sucesores se rebelaron, sin éxito, contra la hegemonía árabe en los años 680. Desposeídos del principado de Iberia, los cosroidas se retiraron a su feudo en Kajetia donde gobernaron como príncipes regionales hasta que la familia se extinguió a principios de los años 800. Los guaramidas regresaron al poder y se enfrentaron a una tarea difícil, mantenerse entre bizantinos y árabes. Los árabes, preocupados en especial por mantener el control de las ciudades y de las rutas comerciales, los desposeyeron de Tiflis donde instalaron a un emir musulmán en los años 730. Las dinastías de Iberia tuvieron como sede Uplistsikhe desde donde ejercieron sólo una autoridad limitada sobre los señores georgianos locales que, atrincherados en sus castillos de montaña, mantuvieron una relativa independencia de los árabes. Los guaramidas fueron sucedidos brevemente por los nersianidas entre c. 748 y 779/780, y desaparecieron finalmente hacia 786. Ese año hubo una sangrienta represión de los príncipes georgianos rebeldes organizada por Khuzayma ibn Khazim, un valí (virrey) árabe del Cáucaso.
La extinción de los guaramidas y la casi extinción de los cosroidas permitió que sus enérgicos primos de la familia Bagratida, en la persona de Ashot I (r. 786/813–830) recogieran su herencia en partes de Iberia. Habiendo aceptado la protección bizantina, los bagratidas, desde su sede en la región de Tao-Klarjeti, presidieron un período de renacimiento cultural y de expansión territorial. En 888, Adarnase I, de los bagrátidas, que había emergido como vencedor en una contienda dinástica prolongada, logró restaurar la autoridad real en Georgia asumiendo el título de «rey de los georgianos».

## Príncipes presidentes de Iberia
Los gobernantes del principado de Iberia, que ejercieron como príncipes presidentes, fueron los siguientes:
- Guaram I, el guaramida, 588-c. 590.
- Esteban I, el guaramida, c. 590-627.
- Adarnase I, el cosroida, príncipe de Kajetia (c. 580-637) y de Iberia, 627-637/642.
- Esteban II, el cosroida, príncipe de Kajetia y de Iberia, 637/642-c. 650.
- Adarnase II, el cosroida, príncipe de Kajetia y de Iberia, c. 650-684.
- Guaram II, el guaramida, 684-c. 693.
- Guaram III, el guaramida, c. 693-c. 748.
- Adarnase III, el nersianida, c. 748-c. 760.
- Nerse, el nersianida, c. 760-772, 775-779/780
- Esteban III, el Guaramida, 779/780-786
- Ashot I, bagrationi, 813-830
- Bagrat I, 842/843-876
- David I, 876-881
- Gurgen I, 881-891 (superpuesto con la restauración en el reinado con Adarnase IV)

Los siguientes gobernantes ya reinaron como reyes titulares:
- Adarnase IV, 888-923
- David II, 923-937
- Sumbat I, 937-958
- Bagrat II, 958-994
- Gurgen de Iberia, 994-1008

Unificación del reino de Georgia
- Bagrat III, 1008-1014